# Северный фали
Северный фали (англ. North Fali) — адамава-убангийский язык, распространённый в северных районах Камеруна, язык одной из этнических групп фали. Вместе с языком южный фали образует ветвь фали в составе подсемьи адамава.
Численность носителей по данным 1982 года — около 16 000 человек. Язык бесписьменный.

## Классификация
Согласно классификациям, представленным в справочнике языков мира Ethnologue и в «Большой российской энциклопедии», язык северный фали вместе с языком южный фали составляют отдельную ветвь фали подсемьи адамава адамава-убангийской семьи.
В классификации Р. Бленча язык (или группа языков) северный фали вместе с языком (или языками) южный фали также образуют отдельную языковую ветвь фали в составе подсемьи адамава адамава-убангийской семьи. Вместе с тем Р. Бленч высказывает предположение о том, что языки фали, скорее всего, не являются частью языковой подсемьи адамава.
В классификации, опубликованной в базе данных по языкам мира Glottolog, языки северный и южный фали относят к неклассифицированным языкам в составе объединения вольта-конголезских языков.
По общепринятой ранее классификации Дж. Гринберга 1955 года языки северный и южный фали образуют одну из 14 подгрупп группы адамава адамава-убангийской семьи.

## Лингвогеография

### Ареал и численность
Ареал языка cеверный фали размещён на севере Камеруна на территории департамента Майо-Лути — в районе селений Дурбе и Майо-Лути коммуны Майо-Уло.